# Thüringer Denkmalschutzgesetz
Das Thüringer Denkmalschutzgesetz (ThürDSchG) – Thüringer Gesetz zur Pflege und zum Schutz der Kulturdenkmale – in der Fassung vom 14. April 2004 bildet die Grundlage für das Denkmalrecht im Land Thüringen. Es ist eines der Denkmalschutzgesetze in Deutschland.

## Geschichte
Erst 1991 entstand aus verschiedenen Vorgängern das Thüringische Landesamt für Denkmalpflege. Ein Jahr später, im Januar 1992, war die rechtliche Grundlage, das Thüringer Denkmalschutzgesetz, geschaffen. Im Jahr 2006 wurden das Landesamt für Denkmalpflege und das Landesamt für Archäologie zusammengelegt.

## Inhalt

### Kulturdenkmale
Sachen, Sachgesamtheiten oder Sachteile, die aus geschichtlichen, künstlerischen, technischen, wissenschaftlichen, volkskundlichen oder städtebaulichen Gründen erhalten werden sollten und an denen aus ebendiesen Gründen ein öffentliches Interesse besteht, sind laut Gesetz Kulturdenkmale. Ebenso handelt es sich bei Denkmalensembles und Bodendenkmalen um Kulturdenkmale.

#### Denkmalensembles
Um ein Denkmalensemble kann es sich handeln bei:
- baulichen Gesamtanlagen,
- kennzeichnenden Straßen-, Platz- oder Ortsbildern,
- historischen Park- und Gartenanlagen,
- historischen Produktionsstätten und -anlagen.

Nicht alle Teile des Denkmalensembles müssen Kulturdenkmal sein, um als Kulturdenkmal zu gelten.

#### Bodendenkmale
Bewegliche oder unbewegliche Sachen, die im Boden verborgen waren oder sind und die Auskunft geben über tierisches oder pflanzliches Leben (paläontologische Denkmale) oder die Zeugnisse, Überreste oder Spuren der menschlichen Kultur (archäologische Denkmale) darstellen, sind Bodendenkmale.

### Nachrichtliches Prinzip
Kulturdenkmale sind per Gesetz definiert und bedürfen nicht der Eintragung in ein öffentliches Verzeichnis (Denkmalbuch), um als Kulturdenkmal zu gelten.

### Eigentümer

#### Erhaltungspflicht
Eigentümer oder Besitzer sind verpflichtet die Kulturdenkmale zu erhalten und zu pflegen, sofern dies den zumutbaren Rahmen nicht übersteigt. Dieser Rahmen wird überstiegen, wenn die Erhaltungskosten den Gebrauchswert übersteigen. Die Eigentümer werden durch Zuschüsse des Landes, der Landkreis und der Gemeinden unterstützt.

#### Anzeigepflicht
Schäden und Mängel müssen durch den Eigentümer oder den Besitzer der Denkmalschutzbehörde gemeldet werden. Der Verkauf eines Kulturdenkmals muss unverzüglich gemeldet werden. Zufallsfunde müssen ebenfalls angezeigt werden.

### Schatzregal
Bewegliche Kulturdenkmale, deren Besitzer nicht ermittelt werden kann, werden Eigentum des Landes Thüringen, sofern sie bei staatlichen Nachforschungen, in archäologischen Schutzgebieten oder bei ungenehmigten Nachforschungen (Raubgrabungen) entdeckt wurden.

### Nachforschungen
Nachforschungen vor allem Ausgrabung, die zum Ziel haben, Bodendenkmale zu entdecken, sind genehmigungspflichtig. Die Genehmigung wird von der Denkmalfachbehörde, dem Thüringischen Landesamt für Denkmalpflege und Archäologie, erteilt.

### Archäologische Schutzgebiete
Auf bestimmte oder auch unbestimmte Zeit können gewisse, abgegrenzte Gebiete, bei denen die begründete Vermutung auf besondere Bodendenkmale besteht, durch die oberste Denkmalschutzbehörde, das Ministerium für Bildung, Wissenschaft und Kultur, zu Grabungsschutzgebieten erklärt werden. Dies geschieht, damit die enthaltenen Bodendenkmale vor Zerstörung geschützt werden bzw. bis sie durch fachkundige Ausgrabung dokumentiert werden können. Ausgrabung in diesen Gebieten werden durch die oberste Denkmalschutzbehörde erteilt.

### Ablieferung
Die Ablieferung eines Fundes kann vom Land, von der unteren Denkmalschutzbehörde und der jeweils betroffenen Gemeinde gegen ausreichende Entschädigung verlangt werden. 

### Veränderungen am Kulturdenkmal
Bei Zerstörung, Beseitigung oder Transport sowie Umgestaltung, Instandsetzung oder Veränderung des Erscheinungsbilds eines Kulturdenkmals (oder nur eines Teils davon) oder der Anbringung von Werbe- oder ähnlichem Material bedarf es einer Genehmigung der Denkmalschutzbehörde. Dies ist auch erforderlich, wenn Veränderungsmaßnahmen in der Umgebung des Kulturdenkmals ergriffen werden sollen, die sich auf das Kulturdenkmal auswirken. Die Erlaubnis kann verweigert werden, sofern das Kulturdenkmal dadurch in seinem Wesen beeinträchtigt wird oder Gründe für den Beibehalt des vorherrschenden Zustandes sprechen.

### Behörden

#### Denkmalschutzbehörden
Der Aufbau der Denkmalschutzbehörden ist dreistufig. Das für den Denkmalschutz, die Denkmalpflege und die Archäologie zuständige Ministerium – derzeit das Ministerium für Bildung, Wissenschaft und Kultur – ist die oberste Denkmalschutzbehörde. Das Landesverwaltungsamt ist die obere Denkmalschutzbehörde. Die untere Denkmalschutzbehörde wird gebildet von den Oberbürgermeistern bei den kreisfreien Städten oder von den Landräten in den Landkreisen. In Gemeinden mit Denkmalbeständen von besonders hohem Wert kann die Zuständigkeit der unteren Denkmalschutzbehörde an diese verliehen werden.

#### Denkmalfachbehörde
Das Thüringische Landesamt für Denkmalpflege und Archäologie ist die Denkmalfachbehörde. Sie ist der obersten Denkmalschutzbehörde direkt nachgeordnet. Die Denkmalfachbehörde ist mit der Denkmalpflege und besonders der Bodendenkmalpflege betraut. Darunter fallen unter anderem, die Mitwirkung an Erlaubnisverfahren; die Beratung und Unterstützung der Eigentümer und Besitzer von Kulturdenkmalen bei Pflege, Unterhaltung, Wiederherstellung; Inventarisation der Kulturdenkmale in Thüringen; Führung des Denkmalbuches; die wissenschaftliche Untersuchung der Kulturdenkmale sowie die Erarbeitung von methodischen Grundlagen für Restaurierung und Konservierung und die Öffentlichkeitsarbeit.
Des Weiteren ist das Landesamt Träger des Museums für Ur- und Frühgeschichte Thüringens.

### Denkmalrat
Zur Beratung der obersten Denkmalschutzbehörde wird von ihr selbst ein Denkmalrat berufen. Die Mitglieder sollen aus verschiedenen, für die Denkmalpflege und den Denkmalschutz qualifizierenden Fachbereichen stammen.